# Iglesias (Burgos)
Pour les articles homonymes, voir Iglesias.
Iglesias (Les Églises en français) est un municipio (municipalité ou canton) situé dans le Nord de l’Espagne, dans la comarca (comté ou pays ou arrondissement) d'Odra-Pisuerga, Communauté autonome de Castille-et-León, province de Burgos. C'est aussi le nom de la localité chef-lieu du municipio.
La population du municipio était de 150 habitants en 2010.
Le territoire du municipio est traversé par le Camino francés du Pèlerinage de Saint-Jacques-de-Compostelle, en passant par la localité dépeuplée de San Bol.

## Géographie

### Localités limitrophes
| Castellanos de Castro                  | Sasamón | Hornillos del Camino |
| Hontanas                               |         | Estépar              |
| Los Balbases, Villaquiràn de la Puebla | Tamarón | Celada del Camino    |

## Démographie
| 1991 |  | 1996 |  | 2001 |  | 2004 |  | 2010 |
| ---- |  | ---- |  | ---- |  | ---- |  | ---- |
| 213  |  | 195  |  | 181  |  | 168  |  | 150  |

## Culture et patrimoine

### Le Pèlerinage de Compostelle
Sur le Camino francés du Pèlerinage de Saint-Jacques-de-Compostelle, on vient du municipio de Hornillos del Camino par la localité chef-lieu du même nom.
Le prochain municipio traversé est Hontanas par la localité chef-lieu du même nom.

### Patrimoine religieux
Église paroissiale de San Martín Obispo

## Sources et références
- (es) Cet article est partiellement ou en totalité issu de l’article de Wikipédia en espagnol intitulé « Iglesias (Burgos) » (voir la liste des auteurs).
- Grégoire, J.-Y. & Laborde-Balen, L., « Le Chemin de Saint-Jacques en Espagne - De Saint-Jean-Pied-de-Port à Compostelle - Guide pratique du pèlerin », Rando Éditions, mars 2006,  (ISBN 2-84182-224-9)
- « Camino de Santiago St-Jean-Pied-de-Port - Santiago de Compostela », Michelin et Cie, Manufacture Française des Pneumatiques Michelin, Paris, 2009,  (ISBN 978-2-06-714805-5)
- « Le Chemin de Saint-Jacques Carte Routière », Junta de Castilla y León, Editorial Everest